# Lerg
Lerg – polskie przedsiębiorstwo z branży chemicznej z siedzibą w Pustkowie (woj. podkarpackie) specjalizujące się w produkcji żywic syntetycznych na bazie mocznika, melaminy, styrenu, fenolu i metanolu.
Firma posiada także w swojej ofercie formalinę, poliole poliestrowe, żelkoty  i szpachlówki.
Przedsiębiorstwo zatrudnia ok. 600 osób (2021).

## Historia
Początki zakładu sięgają roku 1937 kiedy to Spółka Akcyjna „Lignoza” w Katowicach rozpoczęła budowę nowej wytwórni noszącej nazwę „Lignoza” S.A. Katowice-Wytwórnia Pustków.
Wybuch wojny w 1939 spowodował przejęcie zakładu przez władze niemieckie. Po zdemontowaniu i wywiezieniu wszystkich maszyn i urządzeń w głąb Niemiec, teren zakładu został włączony w strukturę poligonu wojskowego wraz z główną siedzibą komendantury. Po zakończeniu wojny nastąpiła odbudowa zakładu, w rezultacie czego już w 1946 ruszyła produkcja pierwszych ton tłoczyw.
W kolejnych latach zakład przeżywał intensywny rozwój. Produkcja została poszerzona m.in. o mieszanki i kleje mocznikowe, bakelit krezolowy, rezolity, baltole, tłoczywa fenolowe, mocznikowe i melaminowe. Powstała również instalacja do produkcji żywic poliestrowych oraz Wydział Laminatów
Wraz z rozkwitem zakładu rozbudowywał się cały Pustków, gdzie powstało 6 bloków mieszkalnych, hotel robotniczy, dom kultury wraz z kinem, stołówka i przychodnia zakładowa, basen pływacki, a także zakładowy Klub Sportowy „Chemik”, którego działalność wspierana jest przez firmę.

## Współcześnie
W 1992 Zakłady Tworzyw Sztucznych Erg w Pustkowie (nazwa ta z drobnymi zmianami funkcjonowała od 1947) zostały przekształcone w jednoosobową spółkę Skarbu Państwa.
W 2002 rozbudowano instalację do produkcji żywic poliestrowych, a rok później powstała nowa instalacja formaliny.
W 2004 nowym właścicielem firmy został prywatny inwestor Marian Kwiecień. W tym czasie przeprowadzono szereg inwestycji m.in. rozbudowano reaktory do produkcji żywic rezolowych (2005), zbudowano drugą instalację do produkcji żywic poliestrowych (2006) oraz uruchomiono instalację do produkcji nowolaków drobnomielonych (2006).
W 2005 wprowadzono na rynek polski produkty marki Polfill do renowacji m.in. karoserii samochodów, autobusów, łodzi i jachtów.
W 2008 uruchomiono trzecią nitkę do produkcji żywic poliestrowych.
W 2009 Zakłady Tworzyw Sztucznych Erg w Pustkowie Spółka Akcyjna zmieniły nazwę na Lerg Spółka Akcyjna – w skrócie Lerg SA. Zmianie uległo również logo firmy. Lerg jest laureatem szeregu nagród i wyróżnień.
W 2014 Lerg przejął producenta opakowań giętkich spółkę Marpol z Ignatek k. Białegostoku.
W 2016 Marpol SA zakupił 100% udziałów firmy GTX HANEX PLASTIC Sp. z o.o. z Dąbrowy Górniczej. Spółka ta specjalizuje się w produkcji folii termoformowalnych, preform i butelek PET.
W 2019 Lerg nabył 100% udziałów w spółce MW Chemie s.r.o. i tym samym stał się właścicielem Zakładów Chemicznych Permedia z Lublina. Lubelskie zakłady Permedia specjalizują się w produkcji środków barwiących oraz dodatków przeznaczonych do przetwórstwa tworzyw sztucznych.
W 2020 Lerg nabył od „I Funduszu Mistral” S.A. 100% akcji Zakładów Tworzyw Sztucznych Izo-Erg z Gliwic – producenta laminatów elektroizolacyjnych i konstrukcyjnych.
W 2020 Lerg podpisał wstępną umowę zakupu 100% udziałów spółki CIECH Żywice (obecnie Sarzyna Chemical) z siedzibą w Nowej Sarzynie. Umowa została sfinalizowana w 2021.
W 2021 Lerg nabył 100% kapitału zakładowego w ELANA-PET z siedzibą w Toruniu (obecnie LERG-PET). Firma specjalizuje się m.in. w produkcji maszyn i konstrukcji stalowych oraz recyklingu PET. 

## Produkty
- żywice poliestrowe
  - nasycone Estroftal
  - nienasycone Estromal
- żelkoty FlexCoat
- poliole poliestrowe Rigidol
- żywice nowolakowe
- żywice do tworzyw warstwowych – fenoplasty
- żywice i materiały do wyrobów drewnopochodnych – Lignofen i Lignofiler
- żywice do materiałów izolacyjnych
- żywice odlewnicze – Ekotec
- formalina
- szpachlówki Polfill